# 星玄人
星 玄人（ほし はると、1970年）は、神奈川県出身の写真家。
都市の様子の写真を中心に活動しており、初の写真集『街の火』では新宿区の歌舞伎町の様子をモノクロで撮影した写真が収められている。
1998年に現代写真研究所へと入学しており、2000年の卒業以降はフリーとして活動している。

## 写真集
- 『街の火』 (ガレリアQ、ISBN ： 978-4-903141-03-9：2007年)
- 『WHISTLE / 口笛』 (Little Big Man Books 2018年)[1]